# National Board of Review Awards 1951
La 23ª edizione dei National Board of Review Awards si è tenuta il 17 dicembre 1951.

## Classifiche

### Migliori dieci film
- Morte di un commesso viaggiatore (Death of a Salesman), regia di László Benedek
- 14ª ora (Fourteen Hours), regia di Henry Hathaway
- L'altro uomo (Strangers on a Train), regia di Alfred Hitchcock
- La prova del fuoco (The Red Badge of Courage), regia di John Huston
- Un tram che si chiama Desiderio (A Streetcar Named Desire), regia di Elia Kazan
- Quo vadis, regia di Mervyn LeRoy
- I dannati (Decision Before Dawn), regia di Anatole Litvak
- Un americano a Parigi (An American in Paris), regia di Vincente Minnelli
- Un posto al sole (A Place in the Sun), regia di George Stevens
- Pietà per i giusti (Detective Story), regia di William Wyler

### Migliori film stranieri
- Addio Mr. Harris (The Browning Version), regia di Anthony Asquith
- Miracolo a Milano, regia di Vittorio De Sica
- Kon-Tiki, regia di Thor Heyerdahl
- Rashomon (Rashōmon), regia di Akira Kurosawa
- Il fiume (The River), regia di Jean Renoir

## Premi
- Miglior film: Un posto al sole (A Place in the Sun), regia di George Stevens
- Miglior film straniero: Rashomon (Rashōmon), regia di Akira Kurosawa
- Miglior attore: Richard Basehart (14ª ora)
- Miglior attrice: Jan Sterling (L'asso nella manica)
- Miglior regista: Akira Kurosawa (Rashomon)
- Miglior sceneggiatura: T. E. B. Clarke (L'incredibile avventura di Mr. Holland)